# Gentiana arethusae
Gentiana arethusae är en gentianaväxtart som beskrevs av Isaac Henry Burkill. Gentiana arethusae ingår i släktet gentianor, och familjen gentianaväxter. Utöver nominatformen finns också underarten G. a. delicatula.